# Валдерада
Валдерада (Walderada; * 530; † 570) e кралица на франките от 552 до 555 г.

## Биография
Дъщеря е на краля на лангобардите Вахо и втората му съпруга Аустригуза, дъщеря на краля на гепидите Туризинд.
Тя расте в Унгария и през 540 г. е сгодена за бъдещия крал на франките Теодебалд. Омъжва се за него през 554 г. Тя е сестра на неговата мащеха Визигарда. Женитбата на Теудебалд и Валдерада послужва за осигуряване на връзката между франки и лангобарди – договорите така се прочули, че дори Византия забелязала политиката на баща му Теудеберт I.
Теодебалд умира през 555 г. без да имат деца. Валдерада се омъжва за неговия наследник и чичо Хлотар I. Тя е изгонена от него по настояване на църквата. След това Валдерада се омъжва за баварския херцог Гарибалд I от фамилията Агилолфинги. С него има четири деца: Гундоалд, Тасило I, Гримоалд I и Теодолинда.